# Свети Георги (Панорама)
Вижте пояснителната страница за други значения на Свети Георги.
„Свети Георги“ (на гръцки: Αγίου Γεωργίου Πανοράματος) е православна църква в солунското предградие Панорама, енорийски храм на Солунската епархия на Вселенската патриаршия, под управлението на Църквата на Гърция.
Църквата е разположена в центъра на Панорама на едноименната улица „Агиос Георгиос“ № 6. Енорията е създадена в 1923 година за заселените в района година по-рано понтийски гърци бежанци от Турция. Изграждането на храма започва на 23 април 1928 година. Храмът е открит на 6 октомври 1968 година от епископ Стефан Талантски. Енорията има няколко църкви - „Свети Дух“ на гробищата на Панорама, „Възнесение Господне“ на едноименния хълм, „Свети Арсений Кападокийски“ в църковния център и параклиса „Свети Нектарий“ в десния кораб на храма.